# Skol Rock
Skol Rock foi um festival de música patrocinado pela marca de cervejas Skol. O Festival iniciou em Blumenau, Santa Catarina, e depois se espalhou pelo Brasil, e contou com bandas nacionais e internacionais.

## Edições

### Primeiras edições (1994-1996)
As três primeiras edições aconteceram somente em Blumenau, Santa Catarina, na Praça Juscelino Kubstcheck (a "Prainha"), com a participação de bandas de renome nacional. O evento também se caracterizou por abrir espaço para as bandas locais e regionais em espaço privilegiado. O evento surgiu em paralelo a já consagrada Oktoberfest da cidade. A média de público do evento neste período foi em torno de 15 mil pessoas e 111 bandas se apresentaram.
Em 2017, foi lançado o livro "Skol Rock: O festival que você não viu", pelo jornalista Fabrício Wolff, idealizador do festival, sobre as edições catarinenses do festival.

#### 1994
Realizada durante o mês de outubro, a primeira edição contou com shows de Ultraje a Rigor, DeFalla, Ira!, Capital Inicial e Biquíni Cavadão.

#### 1995
A segunda edição contou com a apresentações de Camisa de Vênus, Leoni, Nenhum de Nós, Os Paralamas do Sucesso, Capital Inicial e Barão Vermelho.
O show da banda Mamonas Assassinas, em 22 de outubro, foi o maior desta edição, com público de 42 mil pessoas.

#### 1996
Sob muita chuva, várias bandas se apresentaram nesta edição, entre elas o Biquíni Cavadão e Raimundos.

### 1997
Neste ano, o festival realizou várias etapas regionais, passando pelo interior de São Paulo, Minas Gerais (15 de agosto), Brasília e Rio de Janeiro.
Na etapa de Recife, realizada em 5 e 6 de setembro, se apresentaram Barão Vermelho e Engenheiros do Hawaii na primeira data, e Mundo Livre e Raimundos na segunda.
Em Curitiba, realizado no dia 25 de setembro, o festival aconteceu na Pedreira Paulo Leminski e trouxe como atrações Barão Vermelho, Os Paralamas do Sucesso, Kid Abelha, Aquaplay, Severinos Atômicos e Resist Control.
Em São Paulo, a edição do evento trouxe para o Ibirapuera, em 15 de novembro, shows de Scorpions; Ronnie James Dio, na turnê do álbum Angry Machines; Bruce Dickinson divulgando o álbum Accident of Birth; Jason Bonham Band, entre outras atrações. A banda Dr. Sin substituiu o Angra. Também se apresentaram oito bandas finalistas selecionadas entre 2.200 inscritas.
O local foi alterado do Estádio do Canindé para a pista de atletismo do complexo esportivo do Ibirapuera, em São Paulo.

### 1998
Na etapa de Campinas, realizada em 20 de agosto no Ginásio da Unicamp, se apresentaram Barão Vermelho e Kid Abelha. Bootnafat, vencedor do Skol Rock do ano anterior, também se apresentou, dentro de sua primeira turnê nacional.
Em 6 de dezembro, na Pedreira Paulo Leminski, em Curitiba, se apresentaram Iron Maiden, Helloween, Raimundos e Pavilhão 9.

### 1999
A edição de 99 foi realizada no estacionamento do Anhembi, em São Paulo. Reuniu as bandas internacionais Offspring, Bad Religion e Vandals; a vencedora do festival em 1998, Hyperfly; e as cinco bandas que disputavam o prêmio máximo daquela edição (Insight (PB), Dominus Tecum (GO), Projeto Nave (SP), Silvertape (RJ) e Estado das Coisas (RS)).

### 2001
O Skol Rock 2001 foi um evento itinerante e percorreu dez cidades do país, das regiões Sul e Sudeste. As bandas mineiras Skank e Tianastácia foram atrações musicais fixas do festival, se apresentam em todas as cidades.
A primeira sede foi Caraguatatuba, litoral norte de São Paulo, e contou com as bandas Gugle’s e Fall-K-Trua.
A sétima etapa aconteceu em Jaguariúna, interior de São Paulo, em 2 de junho, e contou com as bandas G22 e Stone in Shoes, de Campinas.
A nona etapa foi realizada em Londrina, em 15 de setembro, e contou com a participação das bandas londrinenses Primos da Cida e Os Picaretas.

A última etapa foi realizada no Jockey Club de Curitiba, em 29 de setembro, e contou com show de Cássia Eller.